# John Taylor
John Malcolm Taylor (Leicester, Engleska, 26. travnja 1933. – Koblenz, Zapadna Njemačka, 8. rujna 1966.) je bivši britanski vozač automobilističkih utrka.

## Rezultati u Formuli 1
| Sezona | Momčad            | Šasija     | Motor   | Utrke | Pobjede | Podiji | Bodovi | Plasman |
| ------ | ----------------- | ---------- | ------- | ----- | ------- | ------ | ------ | ------- |
| 1964.  | Bob Gerard Racing | Cooper T73 | Ford S4 | 1     | 0       | 0      | 0      | —       |